# 寺尾紗穂
寺尾 紗穂（てらお さほ、1981年11月7日 - ）は、日本のシンガーソングライター、エッセイスト。

## 人物
東京都出身。父は元シュガー・ベイブのベーシストで、解散後はフランス映画の字幕翻訳家として活動した寺尾次郎。ピアノを幼少期、声楽を中学2年から習い始める。中学・高校時代はミュージカルのサークルで作詞・作曲も行っていた。
桐朋女子中学校・高等学校を経て東京都立大学人文学部文学科中国文学専攻を卒業後、2004年に東京大学大学院総合文化研究科超域文化科学専攻比較文学比較文化コース修士課程に入学。2007年「評伝 川島芳子」で修士号取得。2008年には修士論文が『評伝 川島芳子 - 男装のエトランゼ』（文春新書）として刊行されている。

## 活動
大学時代にジャズバンド「Thousands Birdies' Legs」を結成。ボーカル、作詞・作曲を務め、のちに弾き語り活動を始める。オリジナル曲殆んどの作詞・作曲を自ら行い、ライブではピアノの弾き語り演奏を行う。初期には都守美世の歌詞、尾崎翠の詩など、近年ではダースレイダーの『はねたハネタ』や平田俊子の『富士山』、北杜夫の『停電哀歌』などにも曲をつけており、詩先の作曲も得意とする。CMソングの歌唱やトリビュート・アルバムへの参加も行っている。
2007年4月4日、ミディからアルバム『御身 onmi』でソロとしてメジャー・デビュー。2017年からあだち麗三郎、伊賀航とスリーピース音楽ユニット「冬にわかれて」としての活動もスタート。
エッセイストとしては『Quick Japan』『真夜中』『花椿』『すばる』『ミュージック・マガジン』などで連載の他、映画評や書評もこなす。近年の連載には、「私の好きなわらべうた」（本の雑誌ウェブ）、「山姥のいるところ」（ウェブ平凡）、「子どもたちに寄り添う現場で」（せかいしそう）、「戦前音楽探訪」（『ミュージック・マガジン』）「時には旅に」（高知新聞）、「愛し、読書」（北海道新聞。東京新聞にも転載）などがある。
著書に『原発労働者』 (2015年 講談社現代新書)、『あのころのパラオをさがして 日本統治下の南洋を生きた人々』(2017年 集英社)、『彗星の孤独』(2018年 スタンドブックス)、『天使日記』(スタンドブックス)、『南洋と私』 (中公文庫)、『日本人が移民だったころ』(2023年 河出書房新社)など。
2018年4月から2020年3月まで朝日新聞書評委員。2021年4月から2022年3月まで週刊金曜日書評委員。2022年4月から2023年3月まで信濃毎日新聞書評委員。
2022年4月、NHK総合テレビジョン「Dearにっぽん」テーマ曲に「魔法みたいに」が採用される。教育芸術社の「高校生の音楽1」に「魔法みたいに」が掲載。
2023年1月から日本経済新聞「プロムナード」欄で連載。

## ディスコグラフィー

### 配信限定シングル
| 発売日         | タイトル                                                |
| -------------- | ------------------------------------------------------- |
| 2020年6月26日  | 光のたましい                                            |
| 2021年10月14日 | 傘の向こう / 原田郁子×寺尾紗穂                          |
| 2023年2月17日  | 僕らはいつも                                            |
| 2023年7月15日  | ねえ、彗星 (映画「たまつきの夢」より) / 寺尾紗穂&入江陽 |
| 2024年5月29日  | 愛のありか                                              |
| 2024年7月10日  | 魔法みたいに(NHK「Dear にっぽん」Ver.)                  |
| 2024年8月7日   | しゅー・しゃいん                                        |
| 2025年3月26日  | 浅間温泉望郷の歌                                        |
| 2025年5月14日  | エンヤマッカゴエン                                      |
| 2025年６月11日 | 板橋の棒うち歌                                          |

### 参加作品
1. ikanika MUSIC LABORATORY（2005年12月7日）
  - 1.燕の帰る晴れた朝
  - 10.猫のいない夜
2. 細野晴臣トリビュート・アルバム - Tribute to Haruomi Hosono -（2007年4月25日）
  - Sake Rock All Stars（SAKEROCK+高田漣+ASA-CHANG）+ 寺尾紗穂「日本の人/オリジナル：HIS」
3. 「音のブーケ」大貫妙子カヴァー集 （2008年3月2日）
  - 5.MOMO
4. 続・人間万葉歌〜阿久悠トリビュート＜配信限定アルバム＞ （2008年11月5日）
  - 3.青春時代
5. 未知瑠「ワールズエンド・ヴィレッジ -WORLD'S END VILLAGE」 （2009年12月5日）
  - 2.鉛の兵隊
6. 大貫妙子トリビュートアルバム （2013年12月18日）
  - 8.Rain
7. カセット・レボリューションvol.1 （2014年3月20日）
  - B面 4.いしとゆき
8. a tribute to Tetsuroh Kashibuchi 〜ハバロフスクを訪ねて （2014年12月17日）
  - disc2 4.バラは嫌い
9. 寺尾紗穂と松井一平7インチ（2015年8月11日）
  - A面 いしとゆき
  - B面 幻のありか
10. 冬にわかれて7インチ（2017年8月2日）
  1. A面 耳をすまして
  2. B面 優しさの毛布で私は眠る
11. 紙片コンピレーション・アルバム（2017年9月16日）
  - disc1 11色紙
12. 荒井良二「山のヨーナ」オリジナルサウンドトラックLP（2018年9月16日）
13. BGM  STUDIO MULE コンピレーション・アルバム（2019年3月6日）
  - 6.夕顔―あはれ― feat. 寺尾紗穂（オリジナル:山口美央子）
14. 鴨田潤「二 (feat.寺尾紗穂)」（2020年11月25日）
  1. 砂景 feat.寺尾紗穂
  2. フルーツサンド feat.寺尾紗穂
  3. わらって.net feat.寺尾紗穂
  4. ハウスミュージックだけが feat.寺尾紗穂
  5. The Reason To Dance feat.寺尾紗穂
  6. Blue Canary feat.寺尾紗穂
15. 井上芳雄「Greenville」（2023年03月22日）
  - あなたに贈る海風　（Lyrics：寺尾紗穂　Music：清塚信也　Arrangements：コトリンゴ）

　 16. 高木正勝「うたの時間」（2025年4月30日）
- たねめみ with 寺尾紗穂　（作詞：寺尾紗穂　作曲：高木正勝　編曲：寺尾紗穂、高橋三太）
- まだ生まれてもいない大地から with 寺尾紗穂　（作詞：寺尾紗穂　作曲：高木正勝　編曲：高木正勝）
- Rainy Steps with 寺尾紗穂　（作詞：寺尾紗穂　作曲：高木正勝　編曲：寺尾紗穂）

## 映画主題歌
- さよならの歌 「転校生-さよなら あなた-」
- 残照 「0.5ミリ」
- 道行 「ナオトひとりっきり」
- あの日 「リッちゃん健ちゃんの夏」
- ねえ、彗星「たまつきの夢」
- 記憶「祝日」
- たよりないもののために「沓かなる」
- 川辺にて「ナマズのいた夏」
- あれから「摩文仁 mabuni」

## CM
2007年
- 東進ハイスクール[18]- 作詞 作曲 歌唱 演奏
- 資生堂パーフェクトリキッド - ピアノ演奏

2008年
- 出光興産[19]- 歌唱  作詞：伊藤公一（電通クリエイティブディレクター）、作曲：キセル

2010年
- ニプロ - 歌唱

2012年
- 田中貴金属工業田中ブライダル - 歌唱 編曲

2014年
- ユニクロ カシミヤセーター - ピアノ演奏
- パナソニック Panasonic Beauty[20] - 作詞 作曲 歌唱 演奏

2016年
- MUJI エイジングケアシリーズ動画 - ピアノ演奏

2017年
- NTTドコモ IPad&IPhone[21] - 作詞 作曲 歌唱 演奏
- D-design　カモメファン動画 - 作詞 作曲 歌唱
- 森永製菓 カレドショコラ - 歌唱

2019年
- ロゼット 洗顔パスタ[22] - 作詞 作曲 歌唱 演奏
- ミドリ安全 - 作詞 ピアノ演奏
- 白岳 - 作詞 作曲 演奏 歌唱
- 三井のリハウス[23]
  - 「息子の独立」篇[24] - 作曲 ピアノ演奏 歌唱：奇妙礼太郎
  - 「リハウスしたから」篇 [25]- 作曲 ピアノ演奏 歌唱
  - 「ハ妻と僕」篇 - 作曲 ピアノ演奏
  - 「娘の出産」篇 - 作曲 ピアノ演奏 歌唱

2020年
- JA共済 「絆が、備えになる」篇[26] - 作詞 作曲 ピアノ演奏 歌唱
- JA秋田「あきたこまち」‐ 作詞 作曲 ピアノ演奏 歌唱

2022年
- KDDI　トビラ|宇宙篇「この地球上からつながらない場所をなくす。」‐ 作詞 作曲 ピアノ演奏 歌唱

2023年
- KDDI　トビラ|スマートドローン篇「地域の暮らしを新しい運び方でつなぐ。」 ‐ 作詞 作曲 ピアノ演奏 歌唱
- PGF生命 「走馬灯バス」‐ 作詞 編曲 ピアノ演奏　歌唱

2024年
- キユーピー すりおろしオニオンドレッシング「オニオンフラワー」篇 ‐ 歌唱
- KDDI　トビラ|「日本でつながらないがなくなるように」篇 ‐ 作詞 作曲 ピアノ演奏 歌唱
- KDDI　トビラ|「未来人財の育成」篇 ‐ 作詞 作曲 ピアノ演奏 歌唱
- 三井住友フィナンシャルグループ・三井住友銀行　富良野自然塾  ‐ 「北へ向かう」作詞 作曲 ピアノ演奏 歌唱
- MUJI　「素顔の服 2024年 秋」‐ 作曲 ピアノ演奏
- MUJI　「冬の定番、素顔の服。」‐ 作曲 ピアノ演奏

## ナレーション
ラジオCM
- 味の素
- エルメス
- 東京ガス
- トヨタ・パッソ
- 日本郵政

映画
- 「沓かなる」

## 著書
- 『評伝 川島芳子 - 男装のエトランゼ』（2008年　文春新書 ）ISBN 978-4166606252
- 『愛し、日々』（2014年 天然文庫）ASIN B00IGB0K9G
- 『原発労働者[27]』（2015年　講談社現代新書） ISBN 978-4062883214
- 『南洋と私』（2015年　リトルモア）　ISBN 978-4898154168
- 『あのころのパラオをさがして - 日本統治下の南洋を生きた人々[28]』（2017年　集英社）ISBN 978-4087711172
- 『彗星の孤独[29]』（2018年　スタンドブックス） ISBN 978-4909048042
- 『天使日記[30]』（2021年　スタンドブックス） ISBN 978-4909048134
- 『日本人が移民だったころ』（2023年　河出書房新社）ISBN 978-4309031224
- 『戦前音楽探訪』（2025年　ミュージック・マガジン）雑誌08480-7

## 共著
- 『21世紀を生きのびるためのドキュメンタリー映画カタログ』（2016年　キネマ旬報社）　ISBN 4873764408
- 『世界ダークツーリズム』（2016年　洋泉社） ISBN 4800308631
- 『3.11を心に刻んで　2017』（2017年　岩波書店）　ISBN 9784002709635
- 大川史織ほか『マーシャル、父の戦場』（2018年　みずき書林）　ISBN 9784909710048
- 都甲幸治『世界文学の21世紀』（2020年　ele-kingブックス）　ISBN 9784909483676　(対談収録)
- 大川史織『なぜ戦争をえがくのか：戦争を知らない表現者たちの歴史実践』（2021年　みずき書林） ISBN 9784909710154 (対談収録)
- 『現代思想2022年7月臨時増刊号　総特集＝遠野物語を読む』（2022年　青土社）ISBN 9784791714322
- 『石牟礼道子と〈古典〉の水脈：他者の声が響く』（2023年　文学通信） ISBN 9784867660089
- 『何げなくて恋しい記憶　随筆集　あなたの暮らしを教えてください1』（2023年　暮しの手帖社） ISBN 9784766002294
- 『戦争社会学研究 第8巻 聞こえくる戦争』(2024年　戦争社会学研究会) ISBN 9784911029114[31]

## 編著
- 音楽のまわり 自主製作　P128　新書判変形　2018年7月刊

(参加執筆陣) 寺尾紗穂、あだち麗三郎、伊賀航、植野隆司、エマーソン北村、折坂悠太、知久寿焼、浜田真理子、マヒトゥ・ザ・ピーポー、ユザーン
- わたしの反抗期 自主製作　P96　新書判変形　2023年8月刊

(参加執筆陣) 寺尾紗穂、飯田ネオ、Mom、伊賀航、あだち麗三郎、鳥羽和久、チェ・ジェチョル、マーサ・ナカムラ、タテタカコ